# Ковшово (Івановська область)
Ковшово (рос. Ковшово) — присілок в Палехському районі Івановської області Російської Федерації.
Населення становить 62 особи. Входить до складу муніципального утворення Палехське міське поселення.

## Історія
Від 2005 року входить до складу муніципального утворення Палехське міське поселення.

## Населення
| 1859 | 1905 | 2010 |
| ---- | ---- | ---- |
| 165  | ↘162 | ↘62  |